# 徐執策
徐執策（1531年—？），字以獻，號季林，浙江紹興府餘姚縣人，民籍，明朝政治人物。

## 生平
嘉靖四十年（1561年）辛酉科浙江鄉試第四十名舉人，四十四年（1565年）中式乙丑科會試第三十名，三甲第一百三十一名進士。大理寺觀政，授莆田縣知縣，隆慶二年（1568年）六月升東昌府同知，丁憂，服闋，六年（1572年）八月起為臨江府同知。

## 家族
曾祖徐克誼，贈刑部主事；祖父徐守誠，山東布政使司右參議；父徐允恭。母周氏。兄徐執器、徐執藝、徐執禮、徐執經、徐執御、徐執玉，弟徐執政。